# Modulador RF

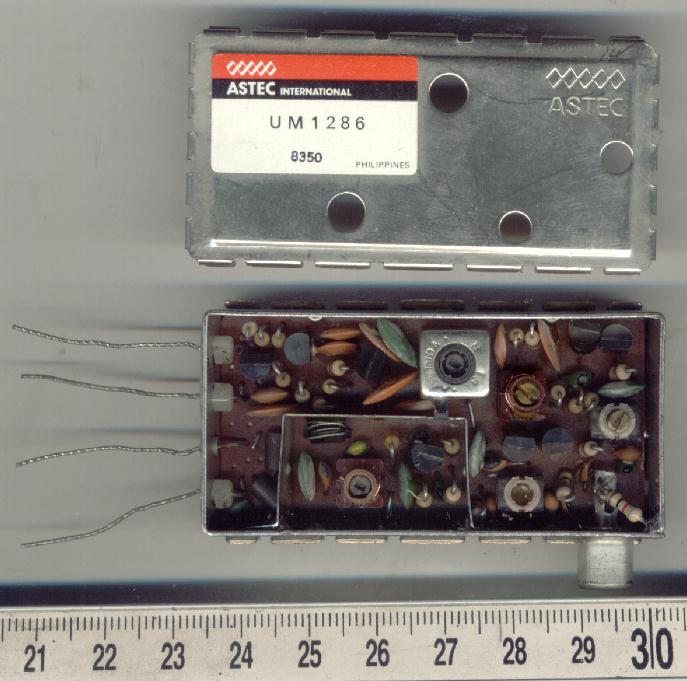
Modulador de radiofrecuencia, ASTEC UM 1286 (UHF)

Un modulador de radiofrecuencia, modulador-RF o unidad de RF, es un dispositivo que recibe una señal de banda base de entrada y emite una señal modulada de radiofrecuencia, en Europa en UHF, por motivos de compatibilidad con Reino Unido y Francia.
Esto es a menudo un paso preliminar en la transmisión de señales, ya sea por aire a través de una antena o la transmisión  mediante un cable hacia otro aparato como un televisor.

## Características

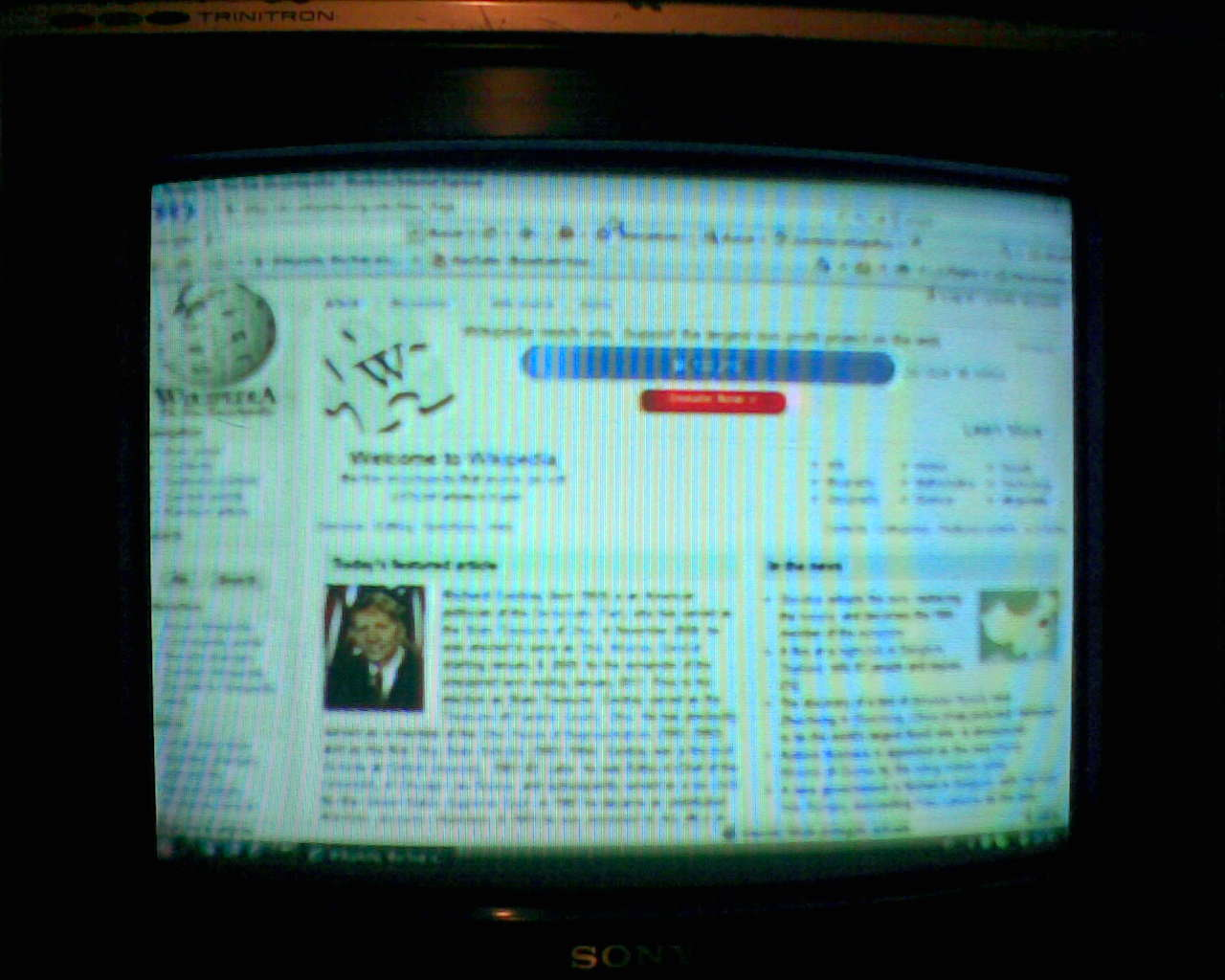
Portada de la Wikipedia vista en un viejo televisor, utilizando un modulador de RF conectado a una tarjeta NVIDIA.

Para mostrar información en los televisores analógicos, los datos debían modular o condicionar, el formato esperado por el televisor. Los televisores estaban diseñados para sólo aceptar señales a través del conector de antena: las señales se originan en una estación de TV, se transmiten por el aire, son entonces recibidos por una antena y se introducen en el televisor. Así, otros equipos, como VCR, reproductores DVD o videoconsolas, que quieren enviar una señal a este viejo televisor deben replicar este proceso, de hecho «fingiendo» ser una señal aéreo. Técnicamente, esto normalmente significa combinar los datos con una onda portadora a una frecuencia estandarizada.
Unidades de RF producen una imagen relativamente pobre, como la calidad de imagen se pierde tanto durante la modulación desde el dispositivo de origen, como durante la demodulación al televisor, pero el conector de antena es estándar en todos los aparatos de televisión, incluso los de edad muy avanzada. Ya que los modelos de televisión posteriores incluyen conectores de vídeo compuesto, S-Video y vídeo por componentes, que saltan los pasos de modulación y demodulación, los moduladores de RF ya no se incluyen como equipo estándar, y son ahora en gran parte un producto de terceros, adquiridos principalmente por utilizar equipos más reciente como reproductores DVD en televisores viejos.
Una unidad de RF convierte la señal de audio y vídeo desde una fuente de AV compuesto (vídeo compuesto PAL o NTSC, RGB, YUV u otros), y genera una señal de emisión de RF que puede ser alimentado en el conector de antena / coaxial de un televisor.
Los moduladores de RF multicanal se utilizan comúnmente en la distribución de audio / vídeo doméstico. Estos dispositivos tienen múltiples entradas de audio y vídeo y una salida de RF. Las salidas de audio / vídeo de los dispositivos fuentes como un reproductor DVD, VCR, o receptor DSS están conectados a las entradas de audio / video al modulador. El modulador está programado para emitir las señales en una cierta frecuencia. Esta emisión de RF es entonces recibida por el televisor conectado. Cuando el televisor está sintonizado en el canal programado, se accede a la señal de audio / vídeo del aparato fuente. La modulación de RF se puede hacer difícil en un sistema de CATV. Filtros de paso alto, paso bajo, y rechaza banda deben ser utilizados para bloquear ciertas frecuencias, o canales, de modo que el modulador pueda emitir la señal de audio / vídeo del dispositivo fuente en este canal.

## Usos

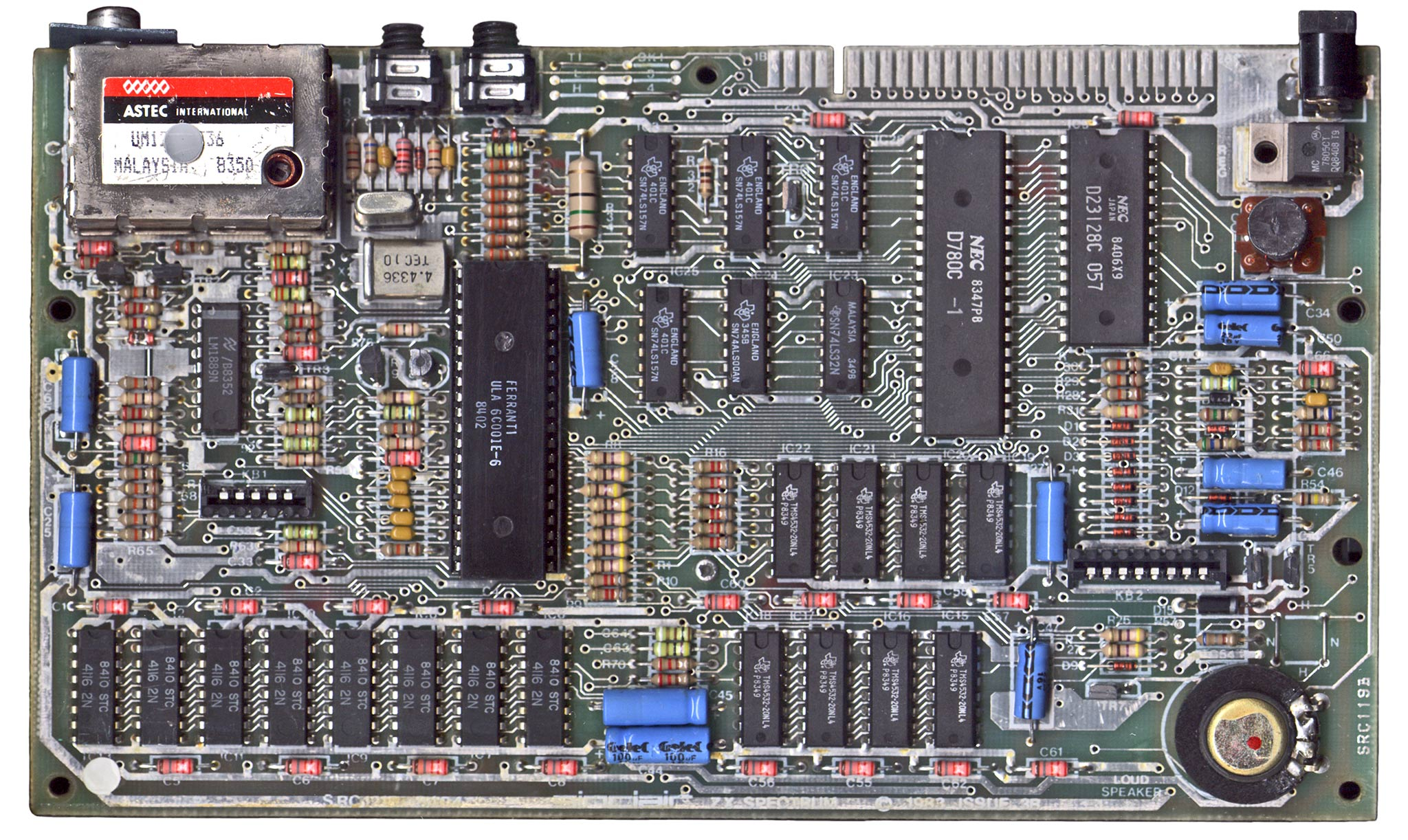
Placa base del Sinclair ZX Spectrum 48K, mostrando la caja del modulador UHF ASTEC UM1233 E36 a la parte superior izquierda.

Moduladores de RF internos se encuentran comúnmente en reproductores de vídeo, en consolas de videojuego antiguos como la Atari 2600, NES, o Sega Master System, y en microordenadores como el Commodore 64, Atari 800, Sinclair Spectrum y Apple II.
Durante las décadas de 1980 y principios de los 90, era común para sistemas de videojuegos que no tenían moduladores de RF internos, para proporcionar unidades externas que se conectaban a las clavijas de antena de un televisor. Una razón para esto es que un dispositivo que emite una señal de RF en general debe ser certificado por las autoridades reguladoras a los EE. UU., la FCC - y así, teniendo un modulador de RF externo, sólo fue necesario certificar el modulador, en lugar de todo el equipo.
Moduladores de TV en general tienen pasarela analógica, queriendo decir que toman la entrada tanto del dispositivo como de la entrada de antena normal, y la entrada de la antena «se transfiere» en la TV, con pérdida de inserción menor debido al aparato añadido. En algunos casos, la entrada de antena siempre se pasa a través, mientras que en otros casos, la entrada de antena se apaga cuando el dispositivo está enviando una señal, y sólo la señal del dispositivo se envía hacia delante, para reducir la interferencia.
A Norteamérica, moduladores de RF generalmente transmiten en el canal 3 o 4 (VHF), que puede ser seleccionable, aunque las consolas Atari ofrecen los canales 2 y 3. En Europa, los moduladores estándar utilizan el canal 36 (UHF) por defecto, pero suelen ser ajustables sobre una parte o la totalidad de la banda UHF.
La modulación de la señal de TV con sonido estéreo es relativamente complejo y la mayoría de los moduladores de TV de bajo coste generaban una señal de audio monofónico. Incluso algunas unidades que tienen dos entradas de audio simplemente combinamos los canales de audio izquierdo y derecho en una señal de audio mono. Algunos utilizados en los microordenadores más antiguos no tenían ninguna capacidad sonora. La mayoría de los moduladores más baratas (es decir, no destinados al uso profesional) no tienen filtrado de banda lateral única.
Unidades de RF de audio se utilizan en audio de gama baja de coches para añadir dispositivos como los cambiadores de CD sin necesidad de actualizaciones del hardware de la consola. Por ejemplo, la salida de auriculares de un reproductor portátil de CD está conectada al modulador, el cual emite una señal de radio FM de baja potencia, que se reproduce a través del radio del coche. Moduladores de FM de coches sufren de pérdida de calidad y problemas de interferencia.